# Metopiinae
Metopiinae ist eine mittelgroße Unterfamilie der Schlupfwespen. Sie ist weltweit verbreitet, es sind mehr als 850 Arten bekannt und 28 Gattungen (sowie 5 neue, die noch nicht beschrieben sind). In Deutschland sind 90 Arten in 14 Gattungen nachgewiesen.

## Morphologie

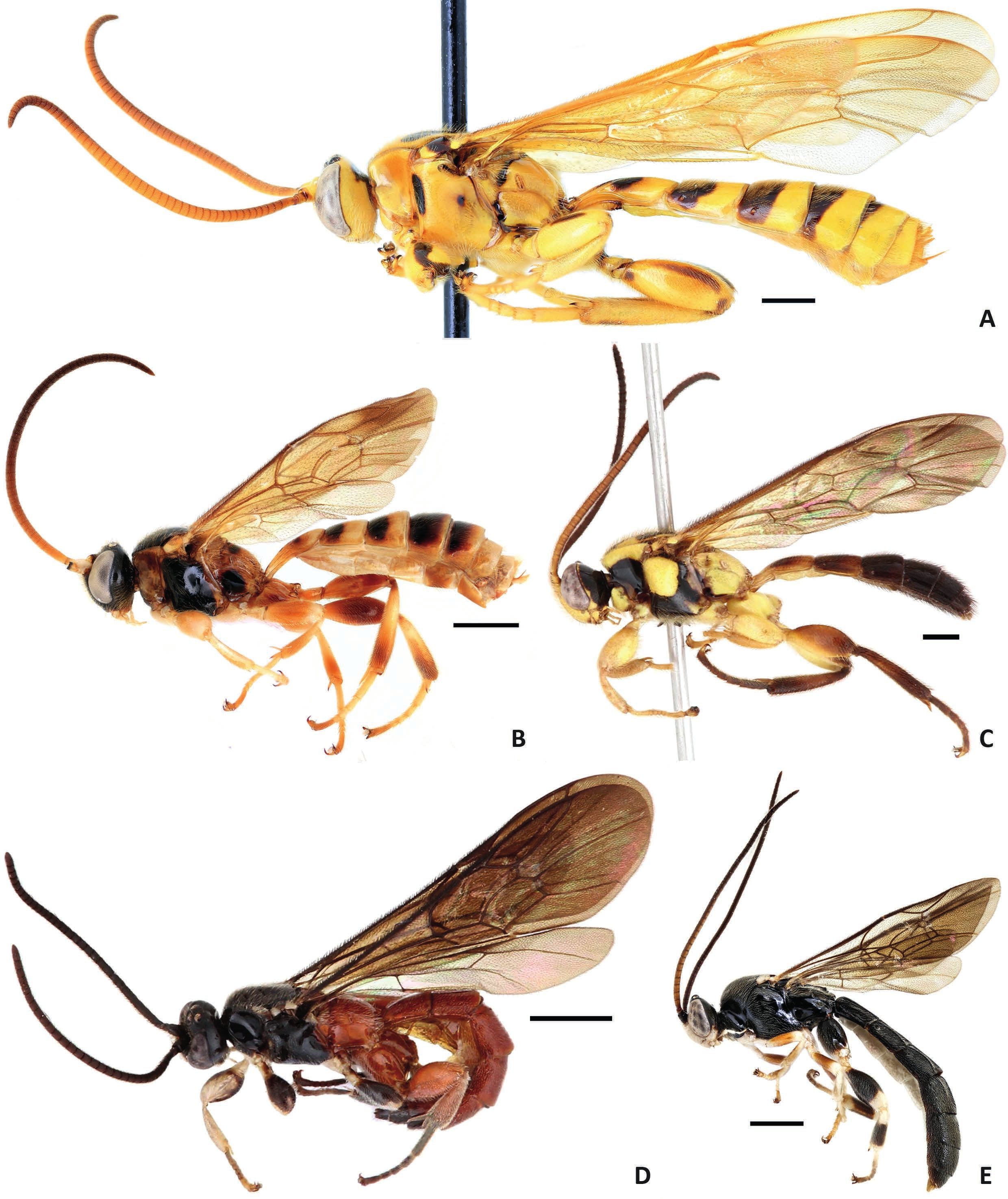
Habitus verschiedener Metopiinae.
A. Colpotrochia diabella (W)
B. Colpotrochia beluga (W)
C. Cubus validus (M)
D. Exochus ravetus (W)
E. Trieces horisme
(Massbalken = 1 mm).

Metopiinae können klein oder auch groß sein, mit einer Vorderflügellänge von 3 bis 11 mm. Einige Arten der Gattungen Metopius und Colpotrochia können 2 cm lang werden und haben eine auffällige Warnfärbung.
Kennzeichnend ist das meist deutlich konvexe Gesicht, wobei der Clypeus nicht vom Gesicht durch eine Furche abgetrennt ist. Zwischen den Antennen ist eine kleine Erhebung. Die Wespen haben einen kräftigen, zylinderförmigen Körper und kräftige Beine. Das Pronotum ist seitlich konkav und hinten abgerundet. Der Ovipositor ist kurz und ragt kaum über das Abdomenende hinaus. Häufig sind Schenkelring (Trochanter) und Femur der Vorder- und Mittelbeine verbunden.

## Lebensweise

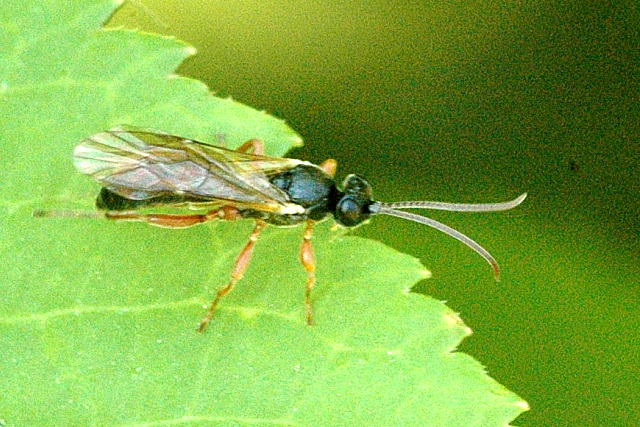
Triclistus pallipes

Metopiinae sind endoparasitische Parasitoide, die vor allem Schmetterlinge befallen. Die Wirte können sich noch weiter bewegen, ehe sie getötet werden. In der Regel werden freilebende Raupen angestochen oder Raupen, die in Blattrollen leben. Die Wespen schlüpfen dann aus den Schmetterlingspuppen, indem sie das Vorderende der Puppe wie einen Deckel aufschneiden.
Manche Arten, zum Beispiel die kleinen Arten der Gattung Exochus und die großen bunt gefärbten Arten der nordamerikanischen Gattung Colpotrochia  produzieren einen penetranten Geruch wenn sie gefangen werden, was vermutlich ein Abwehrverhalten ist.

## Systematik
Die Metopiinae sind monophyletisch, sie zählen zur Verwandtschaft der Ophioniformes. Nach einer neueren Untersuchung sind sie die Schwestergruppe der Tryphoninae, Mesochorinae und Ctenopelmatinae.
Es gibt einige Gattungen die nicht monophyletisch sind. Ob die Gattungen Bremiella, Ischyrocnemis und Lapton zurecht in diese Unterfamilie gestellt werden, ist nicht klar.
Die beiden Gattungen Exochus und Metopius (knapp 60 Arten) sind weltweit verbreitet, und artenreich. Von Exochus sind mehr als 290 Arten beschrieben und viele weitere in der Neotropis harren der Beschreibung.

## Einheimische Gattungen
Gattungen, die in Deutschland nachgewiesen sind. In Klammern Anzahl der Arten in Deutschland.
- Apolophus (1) – A. borealis
- Carria (1) – C. paradoxa
- Chorinaeus (11)
- Colpotrochia (1) – C. cincta
- Drepanoctonus (1) – D. tibialis
- Exochus (37)
- Hypsicera (3) – H. femoralis
- Lapton (1) – L. femoralis
- Metopius (13)
- Periope (3) – P. auscultator, P. hoerhammeri, P. longiceps
- Spudaeus (1) – S. scaber
- Triclistus (14)
- Trieces (2) – T. thuringiacus, T. tricarinatus